# Bromus diandrus
Bromus diandrus es una especie herbácea y anual perteneciente a la familia de las gramíneas (Poaceae).

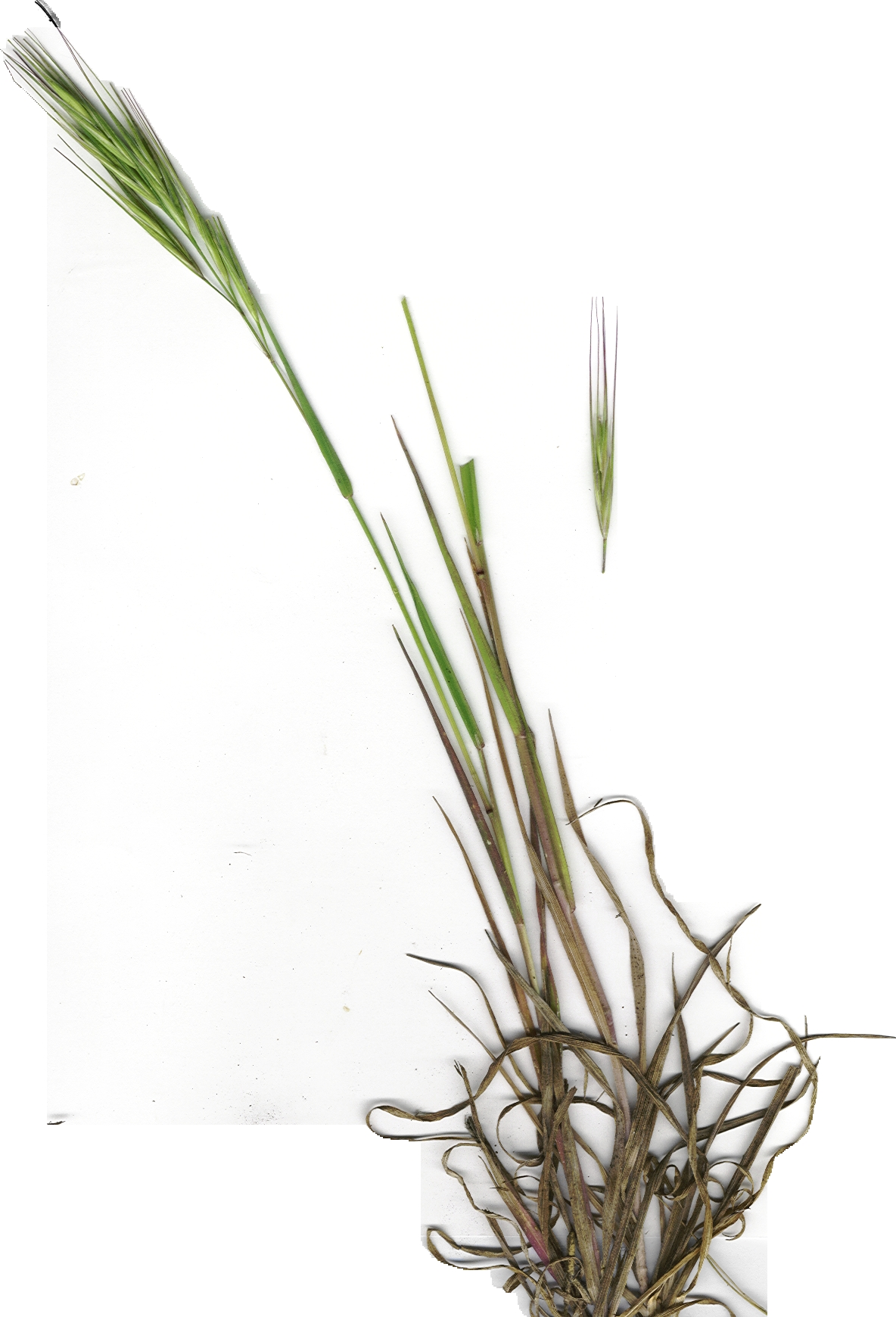
Vista de la planta

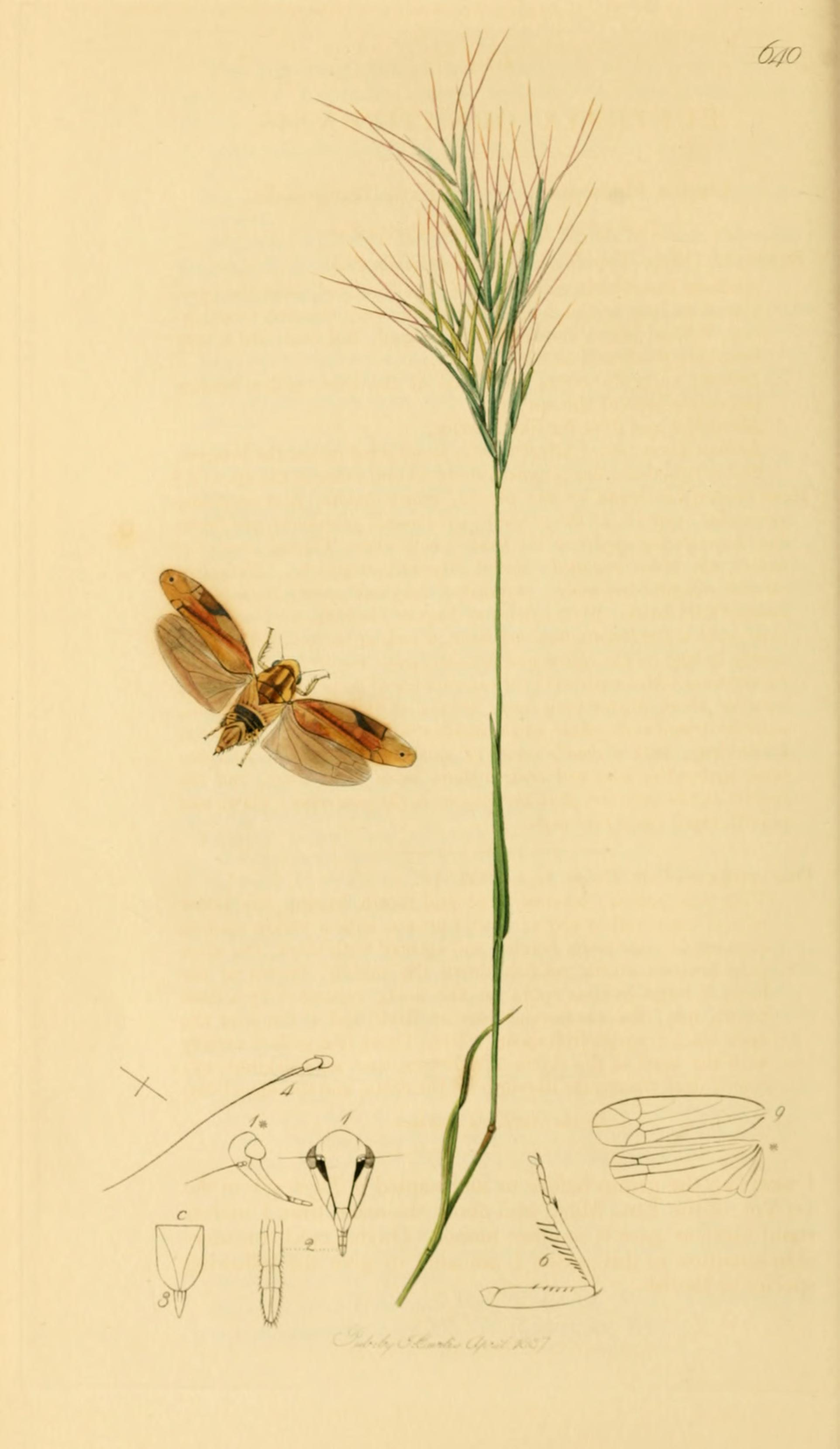
Ilustración

## Descripción
Tiene tallos que alcanzan un tamaño  de hasta 110 cm de altura, erectos o ascendentes, pubérulos debajo de la inflorescencia. Hojas con lígula de 3-5 mm, fimbriada, y limbo de hasta 30 x 1,1 cm, plano, viloso sobre todo cerca de la lígula; las inferiores con vainas pubescentes. Panícula laxa o densa; nudos inferiores con 1-6 ramas verticiladas; ramas de 1-10 cm, con 1-2 espiguillas. Espiguillas de hasta 55 mm, escábridas, con 7-10 flores. Glumas desiguales, subuladas, agudas, anchamente escariosas; la inferior de 17-23 mm; la superior de 21-32 mm. Callo obtuso saliente sobre la raquilla, pubescente en la mitad superior, con cicatriz más o menos circular. Lema de 25-30 mm, lanceolada, bidentada; arista de 35-60 mm, recta, inserta a 4-7 mm por debajo del ápice de la lema. Palea de 15-18 mm, elíptica, tomentosa, ciliado-escábrida en el margen. Androceo con 2 estambres; anteras de 0,6-1,7 mm.  Florece y fructifica de marzo a mayo.

## Distribución y hábitat
Se encuentra en pastizales.    Indiferente edáfico. Es una especie muy común. Aparece en el S y SW de Europa, Norte de África, Suroeste de Asia, Macaronesia (excepto Cabo Verde).

## Taxonomía
Bromus diandrus fue descrita por Albrecht Wilhelm Roth y publicado en Botanische Abhandlungen und Beobachtungen 44. 1787.
Etimología
Bromus: nombre genérico que deriva del griego bromos = (avena), o de broma = (alimento).
diandrus: epíteto latino que significa "con dos estambres".
Citología
Número de cromosomas de Bromus diandrus (Fam. Gramineae) y táxones infraespecíficos: 2n=56
Sinonimia
- Anisantha diandra (Roth) Tutin ex Tzvelev
- Anisantha gussonii (Parl.) Nevski
- Anisantha macranthera (Hack. ex Henriq.) P.Silva
- Bromus gussonei Parl.
- Bromus gussonii Parl.
- Bromus macrantherus Hack.
- Bromus madritensis var. diandrus (Curtis) Hook.f.
- Bromus murorum Bernh. ex Roem. & Schult.
- Bromus pallens Cav.
- Bromus pilosus Dieter.
- Bromus propendens Jord. ex Nyman
- Bromus rigens var. gussonii (Parl.) T.Durand & Schinz
- Zerna gussonei (Parl.) Grossh[6][7]

## Nombre común
- Castellano: barba de macho, colajaca, espigona, espigueta, espiguillas, hierba espigadera, hierba espigona, hierba espiguera, hierba triguera, pan de lobo, pavesa, yerba espiguera, zaragüelle, zaragüeyes, zarigüelles.[8]